# Denise Landmann
Denise Landmann (* 6. Januar 2003) ist eine deutsche Fußballspielerin.

## Karriere
Denise Landmann begann in der Jugendabteilung der SG Schmölln/Großstöbnitz/Weißbach mit dem Fußballspielen. 2015 wechselte sie zum FF USV Jena, wo sie gleichzeitig das Sportgymnasium besuchte, und bestritt vom 2. September 2017 (1. Spieltag) bis zum 7. März 2020 (13. Spieltag) Saison übergreifend insgesamt 32 Punktspiele in der B-Juniorinnen-Bundesliga – Staffel Nord/Nordost – und erzielte dabei vier Tore. In der Saison 2019/20 bestritt sie elf Punktspiele für den FF USV Jena II in der drittklassigen Regionalliga Nordost, in der Folgesaison sechs, wobei ihr ein Tor gelang, und in der Saison 2021/22 erzielte sie zwei Tore in vier Punktspielen.
Zur Saison 2020/21 stieg sie in die Erste Mannschaft auf, deren Spielrechte (wie die aller anderen Mannschaften des FF USV Jena) mit Wirkung vom 1. Juli 2020 dem FC Carl Zeiss Jena übertragen wurden. Für den Verein bestritt sie in ihrer Premierensaison in der 2. Bundesliga Nord neun Punktspiele und debütierte am 11. April 2021 (8. Spieltag) beim 1:0-Sieg im Auswärtsspiel gegen den VfL Wolfsburg II mit Einwechslung für Any Adam zur zweiten Halbzeit. In der Folgesaison – Aufstieg bedingt – bestritt sie 15 Bundesligaspiele, in denen sie zwei Tore erzielte. Ihr Bundesligadebüt am 7. November 2021 (7. Spieltag) bei der 1:5-Niederlage im Heimspiel gegen die TSG 1899 Hoffenheim dauerte drei Minuten; sie wurde in der 87. Minute für Verena Volkmer eingewechselt. Nach der einjährigen Erstligazugehörigkeit stieg sie mit ihrer Mannschaft in die 2. Bundesliga ab.

## Erfolge
- Meister 2. Bundesliga Nord 2021 und Aufstieg in die Bundesliga